# Предел (роман)
«Преде́л» — роман российского писателя-фантаста Сергея Лукьяненко, второй в планируемом космическом эпосе «Соглашение» минимум в 3-4 книги. (Первым романом цикла стал роман «Порог».) В романе автор продолжает изображать возможное будущее человечества, рассуждать на тему природы разума человека, бессмысленного насилия и агрессии.

## Изменение названия
В августе 2020 года на своей странице в Facebook Сергей Лукьяненко сообщил, что продолжение романа «Порог» будет называться не «За порогом», как это было анонсировано ранее, а «Предел».
Отчасти это связано с тем, что существует роман с названием «За порогом» другого автора — А. Н. Савинкова.

## Сюжет
Инженер Криди оказывается террористом от Кис. Чтобы спасти себя и свою тра-жену Анге, он угоняет заминированный катер и приземляется на планете Соргос. За ними отправляются террористы Детей Солнца — капитан, геолог и пилот. Анге и Криди становятся любовниками, несмотря на теорию о физической несовместимости детей солнца и кис (на самом деле причина в том, что кисы непроизвольно царапаются и кусаются во время полового акта). С ними знакомится семейная пара аборигенов Соргоса — Ян и Адиан (люди, эволюционировавшие из существ, родственных лошадям).
Научный корабль с представителями различных цивилизаций продолжает свою деятельность, — столкнувшись с очень тяжёлым, прогресирующим повреждением бортового искина…
Восстановленная Ракс версия реальности, похоже, подвергается внешнему воздействию неустановленной силы. В частности, оглашается термин «Стиратели»: именно они провоцируют конфликты между цивилизациями. «Твен», выслушав просьбу, направляется к Соргосу на встречу с «Дружбой», чтобы принять цивилизацию Невара в Соглашение.
На Соргос спускается второй челнок Дружбы, пилотируемый заговорщиками от Детей Солнца. Анге и Криди захвачены в плен. От смерти их спасают Ян и Адиан, застрелив капитана и геолога «Дружбы». Криди ломает шею третьему заговорщику, пилоту челнока.
Корабль «Стирателей» берет под контроль Марка. Благодаря системщику Тедди, экипаж «Твена» эвакуируется на Соргос, где их встречают Анге с Криди и Ян с Адиан. При спуске гибнет Толла, и Двести Пять — Шесть из хорошего высокоморального индивидуума становится холодным прагматиком.
Ксения принимает решение лететь на «Дружбе» к Ракс. Уолр, интригуя против Ракс, обещает неварцам и соргосцам поддержку.
Экипаж «Дружбы» попадает под неизвестное излучение и полностью теряет разум. Ксения, Валентин, Гюнтер и Криди производят зачистку корабля.
«Дружба» летит к Ракс. В системе Ракс случилась космическая битва и Ракс, по-видимому проиграли. Ксения и Матиас, Ян и Адиан, Мэйли и Бэзил, Уолр и Криди спускаются на планету. Матиас осознает, что все на планете сделано для человечества с Земли. Ксения находит способ аварийной связи с Ракс и, уходя, рассыпается в пыль.
Марк выходит на связь с Горчаковым и дает подсказку, как победить корабль Стирателей. «Дружба» под руководством Горчакова, используя способ Невара по превышению скорости света, уничтожает корабль Стирателей, но он восстанавливается. Появляется планетоид, управляемый Второй-на-Ракс, и уничтожает корабль Стирателей окончательно. Команда Горчакова на «Дружбе» получила смертельную дозу радиации, но Ракс обещают их спасти.
Ксения возвращается в своем человеческом облике к Матиасу.

## Публикации
Роман вышел в продажу 28 мая 2021 года.

## Критика
Идея взбунтовавшихся искинов, решающих переписать историю человечества, не нова. Ранее аналогичный сюжетный ход уже встречался в тетралогии Дэна Симмонса «Песни Гипериона», там искины сыграли похожую роль в судьбе человеческой цивилизации и аналогичным образом решили обосноваться не в реальной вселенной, а за её пределами в «кротовых норах» пространственных порталов.